# Label Suisse Festival
 (mars 2014).
Si vous disposez d'ouvrages ou d'articles de référence ou si vous connaissez des sites web de qualité traitant du thème abordé ici, merci de compléter l'article en donnant les références utiles à sa vérifiabilité et en les liant à la section « Notes et références ».
Label Suisse est un festival de musique gratuit créé en 2004. Il a lieu tous les deux ans à Lausanne. Sa programmation se compose essentiellement d'artistes suisses. 
Né en 2004 à l’initiative de la RSR, désormais RTS, Label Suisse est une biennale des musiques suisses live. La RTS a transmis au printemps 2013 le témoin de l’organisation à l’Association Label Suisse pour la mise en valeur des musiques suisses, composée d’acteurs de la musique romande, d’un représentant de la ville de Lausanne et de deux membres de la RTS, mais le diffuseur de service public reste un partenaire fort de l’événement, pour sa programmation, sa promotion et son rayonnement,. 
L’esprit de Label Suisse est urbain, populaire et gratuit.
Le président ad intérim du comité de l'association est Thierry Wegmüller.

## Éditions
Le Festival s'est toujours tenu à Lausanne mais à chaque fois dans des lieux différents :
- En 2004, à la Radio suisse romande (RSR).
- En 2006, à l'usine TRIDEL, la nouvelle usine d'incinération de Lausanne.
- En 2008, le long du parcours de la nouvelle ligne M2 du métro de Lausanne. Près de 300 000 personnes ont participé à cette édition[3]
- En 2010, sur plusieurs places du centre ville (place centrale, place de l'Europe et place Pépinet) ainsi qu'a la salle métropole, au D! club et au Romandie. 100 000 personnes ont participé à cette édition
- En 2012, au Docks, au D! Club, au Romandie, au Bourg, à l'EJMA et à l'Église St-François. 15 000 personnes ont participé à cette édition (pas de scène extérieure) [4],[5]
- En 2014, scène extérieur sur la place centrale, Scènes intérieurs au Docks, au D! Club, au Romandie, au Bourg, à l'EJMA, et à l'Église St-François. 100 000 personnes ont participé à cette édition[6]
- En 2016 :
  - Têtes d’affiche[7] : Sophie Hunger, Bastian Baker, Patent Ochsner, Eluveitie, Lisa Tatin, Aliose, Arte Quartet, Orchestre de Chambre de Lausanne, Colin Vallon, Nadja Räss & Markus Flückiger, Martin Lechner, Flexfab et Kadebostany.
  - 9 lieux lausannois[8] : Place Centrale, Place de l’Europe, D! Club, Le Romandie, Les Docks, Le Bourg, HEMU Concert Hall, l’EJMA, l’Église Saint-François.
  - 60 000 festivaliers[9]
  - Couverture SRG SSR : Plus de 42 heures d’émissions liées au Festival dont 32 heures en direct sur Rete 3, RTR, La 1ère, Espace 2, SRF radio 3, Couleur 3, Rete Uno, Option Musique, RTS Un
- En 2018 : 
  - Têtes d'affiche : Zeal & Ardor, Christoph Stiefel 7tet, Moonraisers, Ländlerorchester, TheTwo, Nik Bärtsch’s Ronin, Pegasus, SuperWak Clique, Les Petits Chanteurs à la Gueule de Bois, Ernie Odoom - Moncef Genoud, Coroner, Kadebostany, Orchestre de Chambre de Bâle, KT Gorique, Cyril Cyril, Meilissa Kassab, Christian Zehnder, Mario Batkovic, Phanee de Pool, Danitsa. Plus de 400 artistes au total et de 60 concerts gratuits[10].
  - 10 lieux à Lausanne : Place Centrale, Place de l’Europe, D! Club, Le Romandie, Les Docks, Le Bourg, l’EJMA, l’Eglise Saint-François, Casino de Montbenon - Salle Paderewski, Salle Métropole[10].
  - 90 000 spectateurs[10],[11].

- En 2020 [10],[11] : 61 concerts dans sept lieux. Tête d'affiche : The Young Gods[12]
- En 2022 : Label Suisse fête ses 10 ans aux côtés de 80 000 festivalier·ère·s. Une édition anniversaire qui inaugure une scène découverte entièrement consacrée aux jeunes talents ainsi que le Grand Marché des Labels.